# ماتياس سعد
ماتياس سعد (بالإسبانية: Matías Saad)‏ (16 يونيو 1980 بسانتا في في الأرجنتين - ) هو لاعب كرة قدم أرجنتيني في مركز الهجوم. لعب مع ألماجرو وانيستتوتو وتيرو فيديرال ونادي بونتيفيدرا ونادي لوغانو ونويفا شيكاجو ويونيون دي سانتا في وComisión de Actividades Infantiles ‏ وسان مارتين دي توكومان ‏ وLa Roda CF ‏ وJuventud Antoniana ‏ وCD Quintanar del Rey ‏ ونادي أتليتكو للبنين ‏ ونادي كاسيرينو وLucena CF ‏.

## وصلات خارجية
- ماتياس سعد على موقع Soccerway.com (الإنجليزية)